# LT Геркулеса
LT Геркулеса (лат. LT Herculis), HD 151973 — двойная затменная переменная звезда типа Алголя (EA) в созвездии Геркулеса на расстоянии приблизительно 2097 световых лет (около 643 парсек) от Солнца. Видимая звёздная величина звезды — от +11,11m до +10,69m. Орбитальный период — около 1,084 суток.
Открыта Куно Хофмейстером в 1935 году.

## Характеристики
Первый компонент — белая звезда спектрального класса A2V*, или A1, или A4, или F0. Масса — около 2,5 солнечной, радиус — около 2,7 солнечного, светимость — около 49,5 солнечной. Эффективная температура — около 8334 K.
Второй компонент — жёлтый субгигант спектрального класса G3IV, или G3*, или K0. Масса — около 0,5 солнечной, радиус — около 1,6 солнечного, светимость — около 1,7 солнечной. Эффективная температура — около 5230 K.